# Cybister dissentiens
Cybister dissentiens là một loài bọ cánh cứng trong họ Bọ nước. Loài này được Mouchamps miêu tả khoa học năm 1957.